# Disperse Blue 3
Disperse Blue 3 ist ein Anthrachinonfarbstoff aus der Gruppe der Dispersionsfarbstoffe, der im Textilbereich eingesetzt wird.

## Eigenschaften
Disperse Blue 3 ist als allergisierend eingestuft und wird im Ökotex Standard 100 gelistet.

## Registrierung und Regulierung
Disperse Blue 3 ist sowohl in der SciFinder-Datenbank mit zwei unterschiedlichen CAS-Nummern, als auch bei der ECHA doppelt registriert. Während die CAS-Nummer 2475-46-9 die chemische Struktur nicht näher spezifiziert, beschreibt die dazugehörige ECHA-ID 100.017.823 das Gemisch der mit einer Methylgruppe und einer 2-Hydroxyethylgruppe an den beiden Stickstoffatomen der 1,4-Diaminoanthrachinon-Stammverbindung. Die CAS-Nummer 86722-66-9 und die dzgehörige ECHA-ID 100.081.131 beschreiben dagegen die Einzelverbindung 1-[(2-Hydroxyethyl)amino]-4-(methylamino)anthrachinon.
Die Verwendung von Disperse Blue 3 ist in Deutschland seit 1. Mai 2009 über die Tätowiermittel-Verordnung als Permanent Make-up bzw. Tätowierfarbe verboten.

## Externe Links zu erwähnten Verbindungen
1. ↑  Externe Identifikatoren von bzw. Datenbank-Links zu Disperse Blue 3 (Stoffgemisch):  CAS-Nr.: 2475-46-9, EG-Nr.: 289-276-3, ECHA-InfoCard: 100.081.131, Wikidata: Q27271150.